# Necydalis galloisi
Necydalis galloisi là một loài bọ cánh cứng trong họ Cerambycidae.